# Sharabhâ

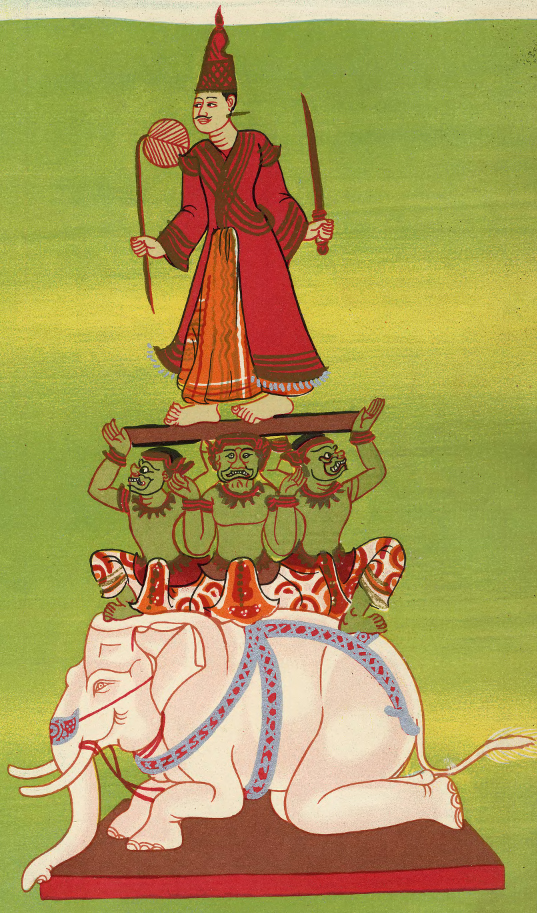
Le nat Mahagiri (illustration de 1906).

Le Sharabhâ (Sarabha ou Tharaba) est une porte monumentale de l'enceinte de Pagan (aujourd'hui Bagan) édifiée à partir de 849 par le roi Pyinbya dans la plaine de l'Irrawaddy, en Birmanie.

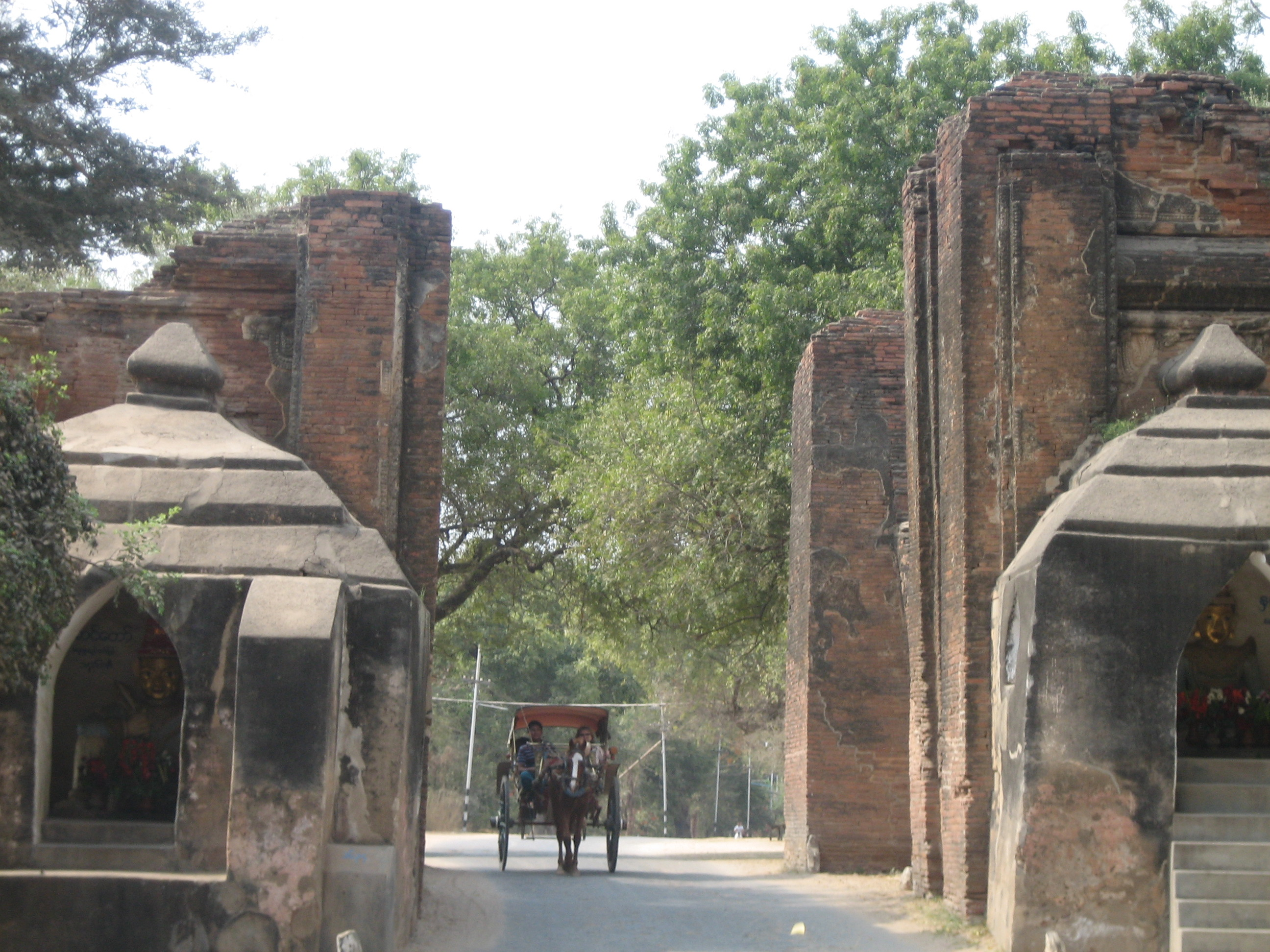
Le Sharabhâ en 2007.

Elle se trouve à l'Est de l'enceinte, dont elle est le vestige le plus marquant. Quatre grands piliers de briques, ayant peut-être soutenu une voûte, sont tout ce qu'il en reste, ainsi que deux édicules carrés abritant les nats  gardiens de la cité, Mahagiri et Shwemyitna (ou Hnamadawgyi), frère et sœur exécutés sur ordre du roi de Tagaung et censés résider sur le Mont Popa (Mahagiri est le deuxième des 37 nats "officiels" et Hnamadawgyi le troisième).